# Targhe d'immatricolazione del Giappone

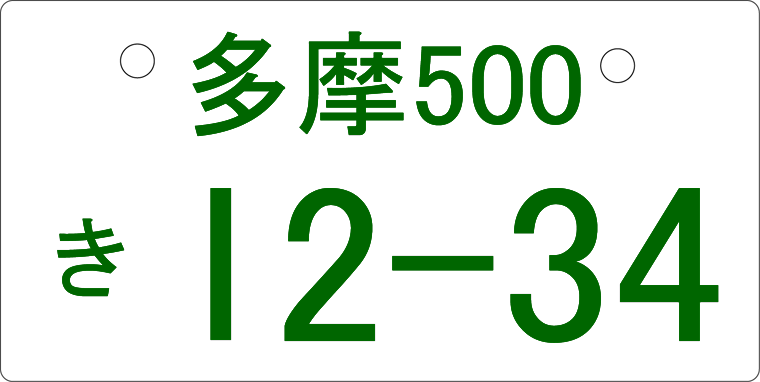
Targa automobilistica giapponese dimostrativa

Le targhe d'immatricolazione del Giappone sono destinate ai veicoli immatricolati nel Paese asiatico.
A seconda della caratteristica del veicolo sulla quale sono apposte possono avere colore dello sfondo e del testo variabili. 
I caratteri e i numeri sono disposti su due linee sovrapposte: la linea superiore indica l'ufficio di registrazione del veicolo, e include un codice numerico che specifica la classe del veicolo. Sotto di essa troviamo un simbolo (tipicamente un Kana) e un numero fino a 4 cifre.

## Aspetto e misure
| Classe                       | Motore (cilindrata in cm³) | Colore dello sfondo    | Colore del testo | Dimensione della targa |
| ---------------------------- | -------------------------- | ---------------------- | ---------------- | ---------------------- |
| Veicoli privati              | > 660                      | bianco                 | verde            | media o grande         |
| Veicoli commerciali          | > 660                      | verde                  | bianco           | media o grande         |
| Autovetture leggere (Keicar) | < 660                      | giallo                 | nero             | media                  |
| Veicoli commerciali leggeri  | < 660                      | nero                   | giallo           | media                  |
| Microvetture                 | 0-49                       | azzurro*               | blu              | extra ridotta          |
| Due ruote                    | 0-49                       | bianco*                | blu              | extra ridotta          |
| Due ruote                    | 50-89                      | giallo*                | blu              | extra ridotta          |
| Due ruote                    | 90-124                     | rosa*                  | blu              | extra ridotta          |
| Due ruote                    | 125-249                    | bianco                 | verde            | piccola                |
| Due ruote                    | ≥ 250                      | bianco con bordo verde | verde            | piccola                |

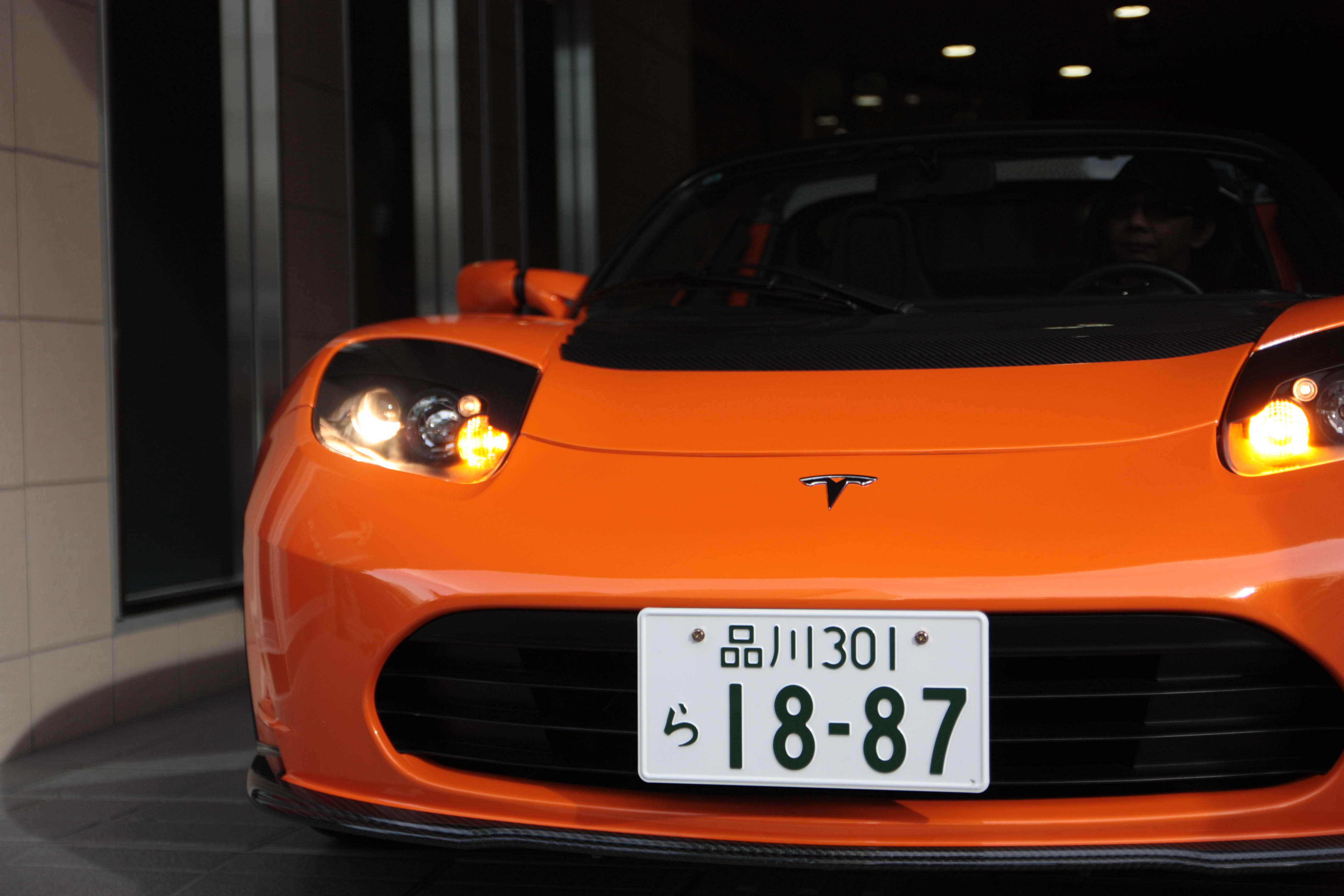
Una Tesla Roadster Sport immatricolata a Shinagawa.

* Queste targhe sono rilasciate dai Governi municipali.
Grandi
44 × 22 cm
(Per veicoli con più di 8 tonnellate di peso, o una capacità di 30 o più persone)
Medie
33 × 16,5 cm
Piccole
23 × 12,5 cm
Extra ridotte
20 × 10 cm circa
(differenze secondo la municipalità)
Fino al 31 dicembre 1974, le kei cars avevano piccole targhe verdi e bianche. 
Dopo questa data hanno ricevuto targhe di dimensioni medie nere e gialle per distinguerle da quelle delle auto più grandi.
|                                                            | Veicoli privati | Veicoli commerciali |
| ---------------------------------------------------------- | --------------- | ------------------- |
| Motocicli, veicoli compatti o grandi(cilindrate < 250 cm³) |                 |                     |
| Keicar                                                     |                 |                     |
| Veicoli a due ruote ≥ 250 cm³                              |                 |                     |

## Targhe
Nel 2006 sono state introdotte dal ministero dei trasporti (MLIT) delle nuove targhe per i luoghi che volevano aumentare il loro riconoscimento per scopi come il turismo. I criteri per l'assegnazione includevano un minimo di 100.000 veicoli nell'area e l'evitare uno squilibrio all'interno della prefettura. Queste nuove targhe sono indicate in verde nella tabella sottostante.
| Rilasciato da | Rilasciato da  | Targa    | Targa                | Targa          | Targa precedente    |
| Prefettura    | Municipalità   | Kanji    | Rōmaji               | Internazionale | Targa precedente    |
| ------------- | -------------- | -------- | -------------------- | -------------- | ------------------- |
| Aichi         | Komaki         | 尾張小牧 | Owari-Komaki         | ACO            |                     |
| Aichi         | Komaki         | 一宮     | Ichinomiya           | ACI            |                     |
| Aichi         | Komaki         | 春日井   | Kasugai              | ACK            |                     |
| Aichi         | Nagoya         | 名古屋   | Nagoya               | ACN            | 愛 (AC)             |
| Aichi         | Toyohashi      | 豊橋     | Toyohashi            | ACT            |                     |
| Aichi         | Toyota         | 三河     | Mikawa               | ACM            |                     |
| Aichi         | Toyota         | 岡崎     | Okazaki              | ACZ            |                     |
| Aichi         | Toyota         | 豊田     | Toyota               | ACY            |                     |
| Akita         | Akita          | 秋田     | Akita                | ATA            | 秋 (AT)             |
| Aomori        | Aomori         | 青森     | Aomori               | AMA            | 青 (AM)             |
| Aomori        | Hachinohe      | 八戸     | Hachinohe            | AMH            |                     |
| Chiba         | Chiba          | 千葉     | Chiba                | CBC            | 千 (CB)             |
| Chiba         | Chiba          | 成田     | Narita               | CBT            |                     |
| Chiba         | Funabashi      | 習志野   | Narashino            | CBN            |                     |
| Chiba         | Noda           | 野田     | Noda                 | CBD            |                     |
| Chiba         | Noda           | 柏       | Kashiwa              | CBK            |                     |
| Chiba         | Sodegaura      | 袖ヶ浦   | Sodegaura            | CBS            |                     |
| Ehime         | Matsuyama      | 愛媛     | Ehime                | EH             |                     |
| Fukui         | Fukui          | 福井     | Fukui                | FI             |                     |
| Fukuoka       | Fukuoka        | 福岡     | Fukuoka              | FOF            | 福 (FO)             |
| Fukuoka       | Iizuka         | 筑豊     | Chikuhō              | FOC            |                     |
| Fukuoka       | Kitakyushu     | 北九州   | Kitakyūshū           | FOK            |                     |
| Fukuoka       | Kurume         | 久留米   | Kurume               | FOR            |                     |
| Fukushima     | Fukushima      | 福島     | Fukushima            | FS             |                     |
| Fukushima     | Fukushima      | 会津     | Aizu                 | FSA            |                     |
| Fukushima     | Fukushima      | 郡山     | Kōriyama             | FSK            |                     |
| Fukushima     | Iwaki          | いわき   | Iwaki                | FSI            |                     |
| Gifu          | Gifu           | 岐阜     | Gifu                 | GFG            | 岐 (GF)             |
| Gifu          | Takayama       | 飛騨     | Hida                 | GFH            |                     |
| Gunma         | Maebashi       | 群馬     | Gunma                | GMG            | 群 (GM)             |
| Gunma         | Maebashi       | 前橋     | Maebashi             | GMM            |                     |
| Gunma         | Maebashi       | 高崎     | Takasaki             | GMT            |                     |
| Hiroshima     | Fukuyama       | 福山     | Fukuyama             | HSF            |                     |
| Hiroshima     | Hiroshima      | 広島     | Hiroshima            | HSH            | 広 (HS)             |
| Hokkaidō      | Asahikawa      | 旭川     | Asahikawa            | AKA            | 旭 (AK)             |
| Hokkaidō      | Hakodate       | 函館     | Hakodate             | HDH            | 函 (HD)             |
| Hokkaidō      | Kitami         | 北見     | Kitami               | KIK            | 北 (KI)             |
| Hokkaidō      | Kushiro        | 釧路     | Kushiro              | KRK            | 釧 (KR)             |
| Hokkaidō      | Muroran        | 室蘭     | Muroran              | MRM            | 室 (MR)             |
| Hokkaidō      | Obihiro        | 帯広     | Obihiro              | OHO            | 帯 (OH)             |
| Hokkaidō      | Sapporo        | 札幌     | Sapporo              | SPS            | 札 (SP)             |
| Hyōgo         | Himeji         | 姫路     | Himeji               | HGH            |                     |
| Hyōgo         | Kobe           | 神戸     | Kōbe                 | HGK            | 兵 (HG)             |
| Ibaraki       | Mito           | 水戸     | Mito                 | IGM            | 茨城 (IGI), 茨 (IG) |
| Ibaraki       | Tsuchiura      | 土浦     | Tsuchiura            | IGT            |                     |
| Ibaraki       | Tsuchiura      | つくば   | Tsukuba              | IGK            |                     |
| Ishikawa      | Kanazawa       | 石川     | Ishikawa             | IKI            | 石 (IK)             |
| Ishikawa      | Kanazawa       | 金沢     | Kanazawa             | IKK            |                     |
| Iwate         | Yahaba         | 岩手     | Iwate                | ITI            | 岩 (IT)             |
| Iwate         | Yahaba         | 平泉     | Hiraizumi            | ITH            |                     |
| Iwate         | Yahaba         | 盛岡     | Morioka              | ITM            |                     |
| Kagawa        | Takamatsu      | 香川     | Kagawa               | KAK            | 香 (KA)             |
| Kagoshima     | Kagoshima      | 鹿児島   | Kagoshima            | KOK            | 鹿 (KO)             |
| Kagoshima     | Kagoshima      | 奄美     | Amami                | KOA            |                     |
| Kanagawa      | Aikawa         | 相模     | Sagami               | KNS            |                     |
| Kanagawa      | Hiratsuka      | 湘南     | Shōnan               | KNN            |                     |
| Kanagawa      | Kawasaki       | 川崎     | Kawasaki             | KNK            |                     |
| Kanagawa      | Yokohama       | 横浜     | Yokohama             | KNY            | 神 (KN)             |
| Kōchi         | Kōchi          | 高知     | Kōchi                | KCK            | 高 (KC)             |
| Kumamoto      | Kumamoto       | 熊本     | Kumamoto             | KUK            | 熊 (KU)             |
| Kyoto         | Kyoto          | 京都     | Kyōto                | KTK            | 京 (KT)             |
| Mie           | Tsu            | 三重     | Mie                  | MEM            | 三 (ME)             |
| Mie           | Tsu            | 鈴鹿     | Suzuka               | MES            |                     |
| Miyagi        | Sendai         | 宮城     | Miyagi               | MGM            | 宮 (MG)             |
| Miyagi        | Sendai         | 仙台     | Sendai               | MGS            |                     |
| Miyazaki      | Miyazaki       | 宮崎     | Miyazaki             | MZ             |                     |
| Nagano        | Matsumoto      | 松本     | Matsumoto            | NNM            |                     |
| Nagano        | Matsumoto      | 諏訪     | Suwa                 | NNS            |                     |
| Nagano        | Nagano         | 長野     | Nagano               | NNN            | 長 (NN)             |
| Nagasaki      | Nagasaki       | 長崎     | Nagasaki             | NS             |                     |
| Nagasaki      | Tsushima       | 長崎     | Nagasaki             | NS             |                     |
| Nagasaki      | Sasebo         | 佐世保   | Sasebo               | NSS            |                     |
| Nara          | Yamatokōriyama | 奈良     | Nara                 | NRN            | 奈 (NR)             |
| Niigata       | Nagaoka        | 長岡     | Nagaoka              | NGO            |                     |
| Niigata       | Niigata        | 新潟     | Niigata              | NGN            | 新 (NG)             |
| Ōita          | Ōita           | 大分     | Ōita                 | OT             |                     |
| Okayama       | Okayama        | 岡山     | Okayama              | OYO            | 岡 (OY)             |
| Okayama       | Okayama        | 倉敷     | Kurashiki            | OYK            |                     |
| Okinawa       | Ishigaki       | 沖縄     | Okinawa              | ONO            | 沖 (ON)             |
| Okinawa       | Miyakojima     | 沖縄     | Okinawa              | ONO            | 沖 (ON)             |
| Okinawa       | Urasoe         | 沖縄     | Okinawa              | ONO            | 沖 (ON)             |
| Osaka         | Izumi          | 和泉     | Izumi                | OSZ            | 泉 (OSI)            |
| Osaka         | Izumi          | 堺       | Sakai                | OSS            |                     |
| Osaka         | Neyagawa       | 大阪     | Ōsaka                | OSO            | 大 (OS)             |
| Osaka         | Osaka          | なにわ   | Naniwa               | OSN            |                     |
| Saga          | Saga           | 佐賀     | Saga                 | SAS            | 佐 (SA)             |
| Saitama       | Kasukabe       | 春日部   | Kasukabe             | STB            |                     |
| Saitama       | Kasukabe       | 越谷     | Koshigaya            | STY            |                     |
| Saitama       | Kumagaya       | 熊谷     | Kumagaya             | STK            |                     |
| Saitama       | Saitama        | 大宮     | Ōmiya                | STO            | 埼玉 (STS), 埼 (ST) |
| Saitama       | Saitama        | 川口     | Kawaguchi            | STW            |                     |
| Saitama       | Tokorozawa     | 所沢     | Tokorozawa           | STT            |                     |
| Saitama       | Tokorozawa     | 川越     | Kawagoe              | STG            |                     |
| Shiga         | Moriyama       | 滋賀     | Shiga                | SIS            | 滋 (SI)             |
| Shimane       | Matsue         | 島根     | Shimane              | SN             | 嶋 (SM)             |
| Shizuoka      | Hamamatsu      | 浜松     | Hamamatsu            | SZH            |                     |
| Shizuoka      | Numazu         | 沼津     | Numazu               | SZN            |                     |
| Shizuoka      | Numazu         | 富士山   | Fujisan              | SZF            |                     |
| Shizuoka      | Numazu         | 伊豆     | Izu                  | SZI            |                     |
| Shizuoka      | Shizuoka       | 静岡     | Shizuoka             | SZS            | 静 (SZ)             |
| Tochigi       | Sano           | とちぎ   | Tochigi              | TCK            |                     |
| Tochigi       | Utsunomiya     | 宇都宮   | Utsunomiya           | TGU            | 栃木 (TGT), 栃 (TG) |
| Tochigi       | Utsunomiya     | 那須     | Nasu                 | TGN            |                     |
| Tokushima     | Tokushima      | 徳島     | Tokushima            | TST            | 徳 (TS)             |
| Tokyo         | Adachi         | 足立     | Adachi               | TKA            | 足 (TOA)            |
| Tokyo         | Hachiōji       | 八王子   | Hachiōji             | TKH            |                     |
| Tokyo         | Kunitachi      | 多摩     | Tama                 | TKT            | 多 (TOT)            |
| Tokyo         | Nerima         | 練馬     | Nerima               | TKN            | 練 (TON)            |
| Tokyo         | Nerima         | 杉並     | Suginami             | TKM            |                     |
| Tokyo         | Shinagawa      | 品川     | Shinagawa, Ogasawara | TKS            | 品 (TOS)            |
| Tokyo         | Shinagawa      | 世田谷   | Setagaya             | TKG            |                     |
| Tottori       | Tottori        | 鳥取     | Tottori              | TTT            | 鳥 (TT)             |
| Toyama        | Toyama         | 富山     | Toyama               | TYT            | 富 (TY)             |
| Wakayama      | Wakayama       | 和歌山   | Wakayama             | WKW            | 和 (WK)             |
| Yamagata      | Mikawa         | 庄内     | Shōnai               | YAS            |                     |
| Yamagata      | Yamagata       | 山形     | Yamagata             | YA             |                     |
| Yamaguchi     | Yamaguchi      | 山口     | Yamaguchi            | YUY            | 山 (YU)             |
| Yamaguchi     | Yamaguchi      | 下関     | Shimonoseki          | YUS            |                     |
| Yamanashi     | Fuefuki        | 山梨     | Yamanashi            | YN             |                     |
| Yamanashi     | Fuefuki        | 富士山   | Fujisan              | YNF            |                     |